# Olivier Weber
Olivier Weber (Montluçon, França 12 de juny de 1958) és un novel·lista i periodista francès.
Començà els seus estudis universitaris a Niça, però els acabà a la ciutat de París i a San Francisco. Fou corresponsal de premsa del diari Libération a Àfrica i de la revista Le Point. Va col·laborar també amb les Nouvelles littéraires, The Sunday Times, The Guardian. Com a gran reporter e a corresponsal de guerra, cobreix conflictes i guerilla d'Eritrea, Cambodja, Afganistan, Kurdistan, Sudan, el Txad, l'Iraq, Iran, Tailàndia, Armènia, Xina, Sàhara Occidental, Rússia, Romania, Pakistan, Kosovo, Sri Lanka, Algèria, Caixmir, Israel, els Territoris palestins, Timor Oriental, Birmània, etc.
Premi Joseph Kessel e Premi Albert Londres. Ambaixador de França itinerant.

## Obres
- La Confession de Massoud (Flammarion, 2013)
- Les Impunis (Robert Laffont, 2013)
- Le Barbaresque (Flammarion, 2011)
- J'aurai de l'or (Robert Laffont, 2008)
- Le Tibet est-il une cause perdue?, Larousse, 2008
- La mort blanche (Albin Michel, 2007)
- Sur les routes de la soie (con Reza, Hoëbeke, 2007
- Kessel, le nomade éternel (Arthaud, 2006)
- La bataille des anges (Albin Michel, 2006)
- Le grand festin de l'Orient (Robert Laffont, 2004)
- Routes de la soie (Mille et une nuits, 2004 - essai, avec Samuel Douette)
- Je suis de nulle part : sur les traces d'Ella Maillart, Éditions Payot, 2003
- Humanitaires (Le Félin, 2002)
- La mémoire assassinée (Mille et Une Nuits, 2001)
- Le faucon afghan : un voyage au pays des talibans (Robert Laffont, 2001)
- On ne se tue pas pour une femme (Plon, 2000)
- Les enfants esclaves (Mille et une nuits, 1999)
- Lucien Bodard, un aventurier dans le siècle (Plon, 1997)
- La route de la drogue (Arléa, 1996 - réédité sous le nom de Chasseurs de dragons : voyage en Opiomie (Payot), 2000)
- French doctors : L'épopée des hommes et des femmes qui ont inventé la médecine humanitaire (Robert Laffont, 1995)
- Voyage au pays de toutes les Russies (Éditions Quai Voltaire, 1992)

## Premis
- Premi Lazareff 1991
- Premi Albert Londres 1992
- Premi especial des correspondants de guerre Ouest-France 1997
- Segundo Premi des correspondants de guerre 1997
- Premi Joseph Kessel 1998
- Premi Mumm 1999
- Premi de l'aventure 1999
- Lauréat de la Fondation Journaliste demain
- Premi du Festival international des programmes audiovisuels 2001
- Laurier de l'audiovisuel 2001
- Prix Louis Pauwels 2002
- Premi especial del Festival international de grand reportage d'actualités 2003
- Premi del Publico del Festival international de grand reportage d'actualités 2003
- Premi Cabourg 2004
- Premi de la Academia de Vichy 2005
- Lauréat de la Bourse "Écrivains Stendhal" del ministeri d'Afers Estrangers 2001 i 2005.[4]
- Trophée de l'Aventure pel film La Fièvre de l'or, adaptada del seu libre J'aurai de l'or sobre l'Amazonia 2008.[5]
- Chevalier de la Légion d'honneur en 2009[6]
- Prix Terra Festival 2010[7]